# William Christmas
William Francis Christmas (Oceanside, 8 dicembre 1996) è un cestista statunitense.